# اکسل اوری
اکسل آوری (انگلیسی: Axel Urie؛ زادهٔ ۱۴ آوریل ۱۹۹۹) بازیکن فوتبال متولد فرانسه است که در پست هافبک بازی می‌کند.
وی همچنین در تیم ملی فوتبال جمهوری آفریقای مرکزی بازی کرده‌است.